# Syngué sabour. Pierre de patience
Cet article concerne le roman. Pour le film, voir Syngué sabour. Pierre de patience (film).
Syngué sabour. Pierre de patience est un roman d'Atiq Rahimi publié le 25 août 2008 et ayant obtenu le prix Goncourt la même année.

## Historique
Il s'agit du premier roman écrit directement en français par Atiq Rahimi, après trois romans précédents écrits dans sa langue natale. Le 10 novembre 2008, ce roman reçoit le prix Goncourt au deuxième tour de scrutin par sept voix contre trois pour La Beauté du monde de Michel Le Bris,.
À la sortie du livre, les avis sont partagés. Les critiques sont globalement enthousiastes en France[réf. nécessaire].
En 2013, le roman est adapté par son auteur et Jean-Claude Carrière, pour le cinéma avec le film homonyme, Syngué sabour. Pierre de patience, réalisé par Atiq Rahimi dont cette œuvre constitue le deuxième film. Golshifteh Farahani y interprète le personnage principal, celui de la femme.
Atiq Rahimi dédie cette œuvre à la poétesse afghane Nadia Anjuman, assassinée par son mari.

## Résumé
Dans un pays en guerre, probablement l'Afghanistan, une femme veille sur le corps de son mari, blessé d'une balle dans la nuque par l'un des hommes de sa milice, et plongé depuis trois semaines dans un coma profond. Cet homme, aux yeux grand ouverts et au souffle régulier comme les prières inlassables de son épouse qui le maintient en vie par perfusion d'eau sucrée-salée, est un combattant de toutes les luttes qui ont traversé son pays. Homme d'armes et de guerre, il fut un mari absent, violent, marié en son absence à cette jeune femme dont il a eu deux filles. La femme entame un long monologue avec son mari, faisant de lui selon la culture perse sa syngué sabour, sa pierre de patience, présente pour recueillir les confessions du monde et les absorber jusqu'à son implosion finale. Elle lui dévoile tous ses secrets d'enfance, de jeune fiancée mariée par son père, et d'épouse qui malgré la peur et la violence de son époux a appris à l'aimer. Les confessions se succèdent, et la femme se délivre au milieu de la guerre qui l'entoure et la touche au plus intime, espérant par là-même occasion faire sortir l'homme de son coma que rien ne semble perturber. Après une ultime révélation ou peut-être dans un songe, la syngué sabour, comme le prétendait la tradition, éclate.

## Éditions
- Syngué Sabour. Pierre de patience, P.O.L, 2008  (ISBN 2846822778).